# Dirección espiritual de los musulmanes de Ucrania

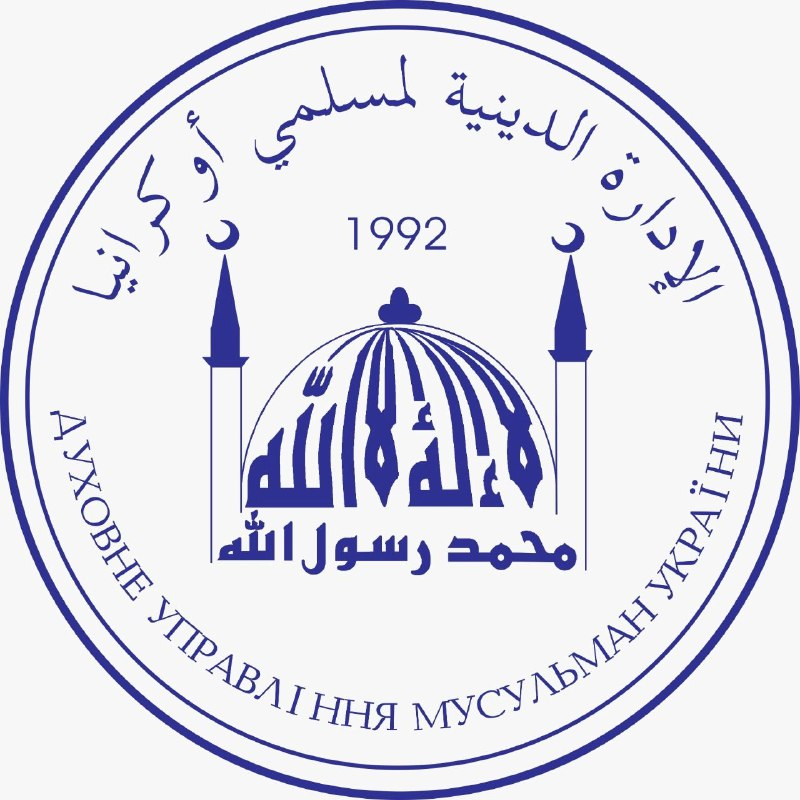
Emblema de la Dirección Espiritual de los Musulmanes de Ucrania.

La Dirección espiritual de los musulmanes de Ucrania fue establecida en 1992 en Kiev. Posteriormente a la caída de la unión Soviética, la minoría musulmana buscó medidas para organizarse para estar bien representada en la nueva sociedad de Ucrania. En 1994 tuvo lugar su primer congreso y se organizó su estructura política. Tamin Achmed Mohammed Mutach fue elegido como su primer presidente. Musulmanes de todas las etnias y clanes fueron invitados a inscribirse como miembros. Actualmente es la segunda mayor comunidad musulmana de Ucrania. Tiene oficinas en diez regiones del país. Dirige el Instituto Islámico de Kiev y publica un periódico en lengua rusa llamado Minarete.